# Theo Gerber

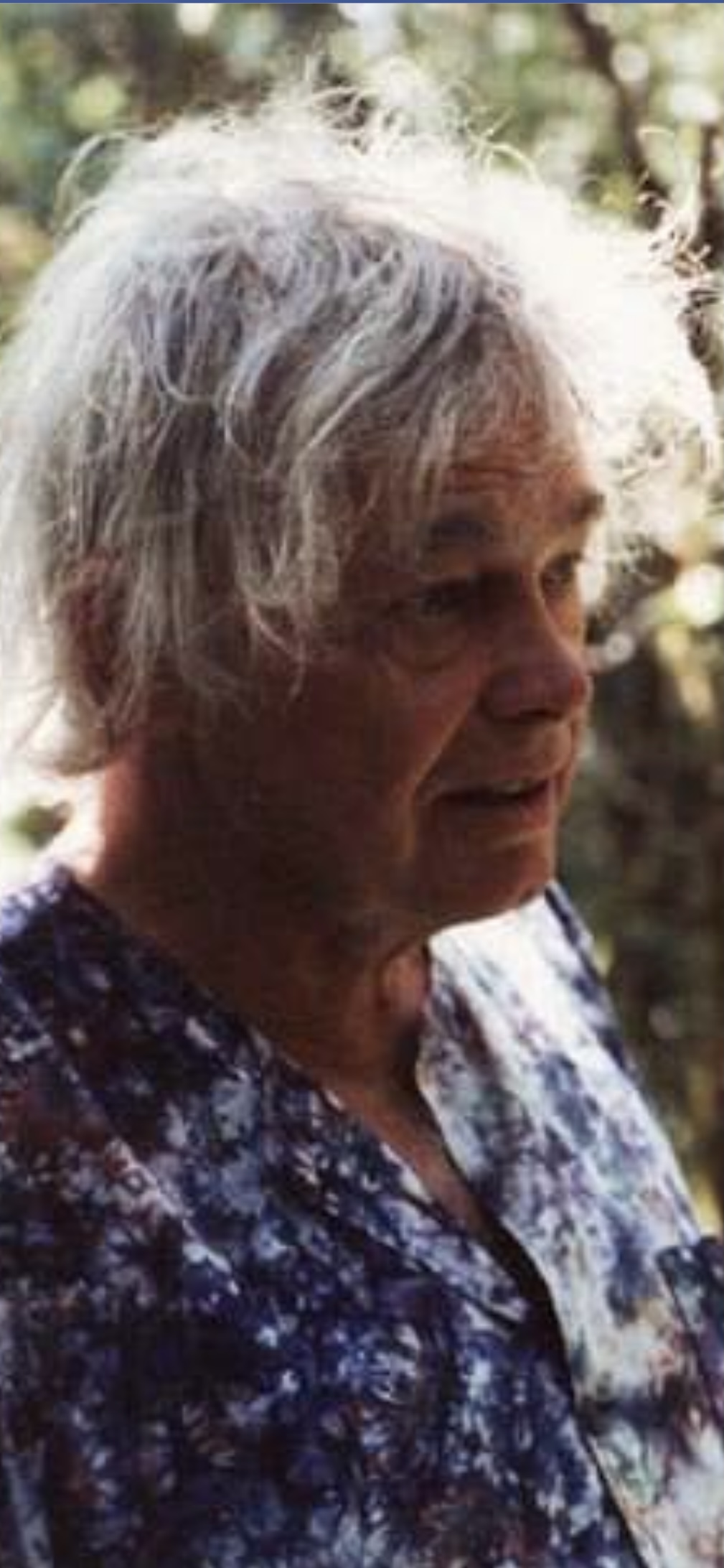
Theo Gerber

Theo Gerber (* 15. April 1928 in Thun; † 18. Oktober 1997 in La Tour-d’Aigues) war ein Schweizer Maler und Bildhauer. Sein Werk umfasst Malerei, Glas- und Wandmalerei, Lithografien, Zeichnungen, Grafiken, Skulpturen, Keramik, Mosaike, Gobelins und Gedichte. 

## Leben und Werk
Theo Gerber wuchs in bürgerlichen Verhältnissen auf. Sein Wunsch, Maler zu werden, erwachte bereits in seinem zehnten Lebensjahr. Inspiriert durch die Werke von Albert Anker, Ferdinand Hodler und Cuno Amiet malte er Aquarelle von Landschaften um den Thunersee. 
Als 12-Jähriger las er die Bücher Gertrud und Steppenwolf von Hermann Hesse. Dabei entdeckte er für sich das «magische Theater», das ihn begeisterte. Im Sommer 1944 besuchte er Hermann Hesse in Montagnola, der ihn auf seinem Weg bestärkte. Gerber fing neben der Malerei an zu schreiben, hörte jedoch zu Gunsten der Malerei bald damit auf.
1945 reiste er nach Neapel und verliess 1946, einige Monate vor der Matura, das Gymnasium in Burgdorf, um sich ganz der Malerei zu widmen. Zitat: «Wenn ich jetzt keinen Schlussstrich ziehe, wird es immer einen Grund geben, dass ich etwas mache, was ich nicht will.»
Auf Anraten von Cuno Amiet besuchte Gerber den Vorkurs an der Allgemeinen Gewerbeschule Basel. In Basel lernte er Max Kämpf kennen, der wie Hermann Hesse sein Leitbild wurde. Während der Nacht arbeitete Gerber als Handlanger auf der Post. Nach dem Vorkurs wollte er als freier Künstler weitere Kurse an der Allgemeinen Gewerbeschule Basel besuchen, was ihm jedoch vorerst verwehrt wurde. Zudem unterstützte ihn sein Vater nicht weiter finanziell, da er sich nicht für einen «Beruf» entscheiden wollte. Gerber setzte sich jedoch gegen alle Widerstände durch und konnte für weitere drei Jahre als «Gastschüler» Kurse an der Schule besuchen. Unterstützung fand er bei Menschen, die ihm Aquarelle abkauften oder ihn zum Essen einluden.
Gerber war Mitbegründer der Künstlergruppe «Ulysses». Deren Gruppenmitglieder waren u. a. Marcel Schaffner, Heinz Abosch, Sandro Bocola, Konrad Hofer, Annelies Rubin, Achilles Holenstein, Ettore Guggenbühl, Marcel Iten und L. W. Waldmann. Sie nteressierten sich für geistig- philosophischen Themen sowie für die Malerei und Musik. Schriftsteller wie Max Frisch trugen ihre Werke in Erstaufführungen dort vor. Gerber war auch mit dem ehemaligen Direktor der Allgemeinen Gewerbeschule Basel Daniel Reist war befreundet.
Gerber unternahm eine Studienreise, die ihn nach Venedig, Florenz, Siena, Rom, Neapel und auf die Liparischen Insel führte. 1950 reiste er per Autostopp nach London, Paris, Oslo, Hammerfest bis zum Nordkap. Während der Reisen malte er. In seinen künstlerischen Anfängen schuf Gerber Bilder in Spachteltechnik, die er mit Asche bestreute. Zudem bewunderte er den Realismus von Varlin. Seine Werke zeigte Gerber in der Region Basel regelmässig in Ausstellungen. 1951 reiste er nach Algerien, Tébessa, Gafsa, Kairon, Fès bis nach Casablanca. 1952 hielt er sich bei Salvador Dalí in Portlligat auf.
Zurück in Basel konnte Gerber die Ansichten und Weltbilder seiner ehemaligen Malerfreunde nicht mehr teilen. In Folge fand, auch aus Geldmangel, die letzte Ausstellung der Künstlergruppe «Ulysses» statt. Da der damalige Direktor der Kunsthalle Basel Arnold Rüdlinger als einflussreiche Persönlichkeit in Basel den Tachismus förderte und entsprechend solche Künstler stark bevorzugte, wurde es für Gerber unmöglich, seine Werke in Basel weiter auszustellen.
So entschloss er sich, Basel zu verlassen und nach Afrika zu reisen. Er hielt sich neun Monate in verschiedenen afrikanischen Länder auf und lernte Kulturen kennen, die nicht auf den christlich-jüdischen Werte- und Glaubensvorstellungen beruhen. Gerber setzte sich fortan menschlich wie künstlerisch für afrikanische Kulturen ein.
In Basel lernte er 1957 seine spätere Frau Susi kennen. 1958 reiste das Paar mit dem Motorrad nach Dakar zu den Dogons, wo sie die Ethnopsychiater Fritz Morgenthaler und Paul Parin kennen lernten. Weitere Reiseziele waren Banfor, Abidjan und Conakry. Die gemeinsamen Töchter Katrin Aïcha Gerber (* 1959) und Silja Gerber (* 1962) kamen in Basel zur Welt.
Seinen ersten grösseren Auftrag für ein Glasbild erhielt Gerber von der Kantonalen Handelsschule in Basel, was ihm 1962 ermöglichte, in Vaux in Estouy in der Nähe von Pithiviers einen Bauernhof zu erwerben und zu renovieren.

## Zitate von Theo Gerber
- Mit  meinen Bildern möchte ich immer nur den Einzelnen, das Individuum ansprechen.
- Eine von der Masse kollektiv konsumierte Kunst muss zwangsläufig auf ungewöhnliche Ausdrecksformen verzichten. Sie läuft zudem Gefahr, terroristisch zu wirken.
- Früh in meinem Leben erwachte ein Misstrauen gegenüber jeglicher Form von Unterdrückung ..
- Ich brauche Amateure, die «angefressen», «obsédés» sind, die meine Bilder brauchen und sie nicht kaufen, weil sie etwas wert sind.
- Die Künstler sind die einzigen, die den Fortschritt nicht brauchen. Der Fortschritt ist nur ein Wahn.
- Die Welt ist Wille und Vorstellung.
- Die Wirklichkeit gibt es nicht.

Im Winter 1964 unternahm Gerber eine weitere Afrikareise. Zwei Jahre später übersiedelte die Familie nach Paris, wo sie eine Wohnung mit darüber liegendem Atelier am Boulevard de l’Hôpital, später an der Rue du Nord, bezogen. 1967 lernte er den Kunstkritiker José Pierre kennen. Er wurde ein langjähriger Begleiter und Förderer von Gerber. Zudem war er der Autor des von Hans-Rudolf Lutz gestalteten und herausgegebenen Theo Gerber Werkkatalog 1965–1969. Ab 1969 nahm Gerber an zahlreichen Gruppenausstellungen in Paris teil.
Paul Nizon über Theo Gerber: „Theo Gerbers Bilder haben Atem und Fluss der Endloserzählung oder der unaufhörlichen Figuration, wenn nicht Fortpflanzung; eines züngelt aus dem andern und zerstiebt in tausenderlei Verästelung, Mutation, Metamorphose, schillernd in allen Farben der Seifenblase und ebenso ungreifbar wie diese. Er schaut immerzu in den Spiegel oder Himmel seines phantastischen Alls, ein unermüdlicher Kreator der eigenen Genesis.“
Eine finanziell lukrative Zusammenarbeit mit Sammlern oder Galerien lehnte Gerber ab. Der Kunstkredit Basel-Stadt erwarb den 1966 gemalte Wettbewerbs-Entwurf für die Bildtafel, Science fiction. Gerber war Mitglied der Sektion Basel der GSMBA. Seine Werke stellte er im In- und Ausland in zahlreichen Einzel- und Gruppenausstellungen aus.
1967 bemalte er die Betonelemente von Michael Grossert, die dieser für den Spielhof der Primarschule Aumatten in Reinach schuf. Wie Grossert interessierte sich Gerber mehr für die umfassende Erlebnisrealität und weniger für die Erscheinungsrealität.
1972 erwarb das Ehepaar das ehemalige Franziskaner-Kloster in La Tour-d’Aigues und lebte ab 1976 dort.
Theo Gerber engagierte sich ab 1985 für den afrikanischen Befreiungskampf. 1988 reiste er zum ersten Mal nach Soweto. Ein Jahr später organisierte Gerber für vier Künstler aus Soweto einen viermonatigen Studienaufenthalt in Frankreich. Das Projekt mit der dazu gehörigen Wanderausstellung wurde u. a. von Cäsar Menz (* 1949), der für das Bundesamt für Kultur arbeitete, sowie von Pro Helvetia unterstützt. Menz erwarb wie schon sein Vorgänger Altdorfer für die Schweizerische Eidgenossenschaft Werke direkt bei Gerber. Sein Nachfolger Samuel Buri setzte sich vergebens bei der Eidgenössischen Kunstkommission für den Ankauf eines Holzschnittes von Gerber ein.
Gerber schuf das drei auf vier Meter grosse Mosaikbild «Soweto» mit der Widmung «Für dich Volk von Azania». Das Mosaikbild konnte er jedoch anlässlich Nelson Mandela Besuch in der Schweiz nicht mehr persönlichen überreichen. So fand die Übergabe am 4. September 1997 im Hotel Bellevue Palace in Bern ohne ihn statt.
Gerber verstarb an der Folge eines Hirntumors. Seine Asche wurde vierzig Tage später auf dem Gelände von Le Tourel verstreut. 1998 überreichte seine Frau in Soweto das Mosaikbild.